# Klieve
Klieve – wieś i zarazem dzielnica gminy Anröchte w powiecie Soest, w kraju związkowym Nadrenia Północna-Westfalia, w rejencji Arnsberg.

## Demografia
Według spisu ludności z końca 2024 roku, w Klieve mieszkało 372 mieszkańców.

## Historia
Pierwsza udokumentowana wzmianka o wsi Klieve pojawiła się w 1234 roku.

### Reorganizacja gmin
Do reorganizacji gmin w 1975 roku Klieve było niezależną gminą w powiecie Anröchte. Obecnie Klieve jest jedną z 10 wsi gminy Anröchte, utworzonej w 1975 roku.

## Polityka
Burmistrzem Klieve od 2025 roku jest Leon Blumenröhr. Leon jest najmłodszym burmistrzem w historii gminy Anröchte, iż objął to stanowisko mając 23 lata.